# Рут Енанг
Рут Енанг Месоде (нар. 24 лютого 1958, вік 65 років) — камерунська спринтерка (біг 100 м, 200м)
НОК (національний олімпійський комітет) — КАМЕРУН

## Особисті рекорди
100 м — 11,3 (1984);
200 м — 23,9 (1983)

## Результати
Жінки 100 метрів 
| Літні Олімпійські Ігри(рік) | Вік | Місто        | Вид спорту    | Країна  | Забіг | Місце | Кваліфікація | Результат | Доріжка |
| 1980                        | 22  | Москва       | Лека атлетика | Камерун | 5     | 8     |              | 12.40     | 8       |
| 1984                        | 26  | Лос-Анджелес | Лека атлетика | Камерун | 4     | 7     |              | 12.02     | 2       |
| 1984                        | 26  | Лос-Анджелес | Лека атлетика | Камерун | 1     | 5     | QU           | 11.81     | 3       |

Жінки 200 метрів
| Літні Олімпійські Ігри(рік) | Вік | Місто        | Вид спорту    | Країна  | Забіг | Місце | Кваліфікація | Результат | Доріжка |
| 1980                        | 22  | Москва       | Лека атлетика | Камерун | 5     | 5     |              | 25.46     | 4       |
| 1984                        | 26  | Лос-Анджелес | Лека атлетика | Камерун | 4     | 6     |              | 24.25     | 2       |
| 1984                        | 26  | Лос-Анджелес | Лека атлетика | Камерун | 2     | 4     | QU           | 24.39     | 5       |

У 1982 році виграла бронзову медаль на дистанції 200 метрів у чемпіонаті Африки 
| Рік  | Змагання         | Місце проведення | Дистанція (м) | Результат (с) | Місце |
| 1982 | Чемпіонат Африки | Каїр             | 200           | 24,6          | 3     |